# Букоба (паром)
MV Bukoba — танзанийский паром, совершавший рейсы по озеру Виктория, который перевозил пассажиров и грузы между портами Букоба и Мванза. Построен примерно в 1979 году и имел вместимость в 850 тонн груза и 430 пассажиров.
21 мая 1996 года «Букоба» затонул в 30 морских милях (56 км) от Мванзы на глубине 25 метров, погубив 894 человека.

## Гибель
Манифест последнего рейса показал 443 пассажиров в каютах первого и второго класса, но более дешевые каюты третьего класса не имели манифеста. Абу Убайда аль-Баншири, который тогда был вторым командиром «Аль-Каиды», погиб в катастрофе.
Президент Бенджамин Мкапа объявил трехдневный национальный траур. Уголовные обвинения были предъявлены девяти должностным лицам Танзанийской железнодорожной корпорации, включая капитана «Букобы» и менеджера морского подразделения TRC.

## Причины
Возможные причины были определены капитаном Джозефом Мугути, бывшим моряком из Кении, и консультантом на страницах Daily Nation по морской навигации. Он назвал это несчастным случаем, ожидавшим своего часа, поскольку паромы на озере Виктория пренебрегали правилами безопасности. Конкретно:
1. отсутствовали спасательные жилеты, спасательные пояса и спасательные шлюпки;
2. отсутствовало противопожарное оборудование;
3. отсутствие сигналов бедствия;
4. имеющиеся оборудование регулярно не проверялось;
5. перегрузка
6. суда регулярно не стояли в сухом доке для обслуживания и ремонта;
7. суда регулярно не осматривались;
8. у рулевых не было лицензии на навигацию.

Более того, Мугути обвинил в инциденте морские департаменты правительств, укомплектованные государственными служащими и политиками, которые не понимают судов и морских решений.
В медлительности спасательной операции отчасти виноваты были нехватка снаряжения и водолазов. Спасательные команды из Южной Африки, включая водолазов военно-морского флота, были доставлены для спасения корабля и извлечения тел.

## Замена
Новое судно, способное перевозить около 1200 пассажиров, 20 транспортных средств и 400 тонн груза, находится на стадии строительства.